# Императорская ставка
Императорская ставка (яп. 大本営 Дайхонъэй) — руководящий орган верховного военного командования в Японской империи.
Впервые Императорская ставка была учреждена 19 мая 1893 года, как часть Генерального штаба. Главой Императорской ставки был император Японии, который, в соответствии с Конституцией Мэйдзи, являлся одновременно главой государства и главнокомандующим вооружёнными силами страны. Для помощи ему создавался штаб, составленный из представителей Императорской армии и Императорского флота.
Императорская ставка была полностью независима от правительства Японии, и даже от премьер-министра. Если во время японо-китайской войны 1894—1895 годов премьер-министру Ито Хиробуми императором Мэйдзи было дано прямое разрешение посещать её заседания, то в годы русско-японской войны премьер-министру Кацуре Таро, несмотря на его военное прошлое, этого дозволено не было.
Императорская ставка была ликвидирована Императорским указом № 658 от 18 ноября 1937 года, и тут же воссоздана вновь Военным указом № 1, который гласил:
1.Под руководством императора как генералиссимуса учреждается высшее командование под названием Императорская Ставка. Она будет создаваться в случае необходимости во время войны или инцидента.
2.Начальники генерального штаба и морского генерального штаба разрабатывают операции и, заботясь о конечной цели, планируют сотрудничество и взаимодействие армии и флота.
3.Организация и распределение обязанностей предусмотрены отдельно.
Чтобы согласовывать вопросы государственной и военной политики, вслед за созданием Ставки было сформировано Совместное совещание правительства со Ставкой. Эти совместные совещания созывались на основе договорённости правительства и верховного командования, и не были законодательно утверждены.
Императорская ставка была ликвидирована 13 сентября 1945 года после капитуляции Японии.

## Структура Императорской ставки
Ставка состояла из Армейского и Флотского отдела. Каждый отдел состоял из соответствующего министра, начальника соответствующего оперативного отдела и начальника соответствующего генерального штаба. Помимо них, в состав Ставки также входили главный инспектор боевой подготовки, чей ранг был сравним с рангом начальника генерального штаба, и императорский советник.